# Jaanus Kuum
Jaanus Kuum (Tallinn, 2 oktober 1964 – Oslo, 26 augustus 1998) was een Noors wielrenner van Estse afkomst.

## Carrière
De van oorsprong uit Estland komende Kuum gebruikte in 1984 een wedstrijd in het westen om te vluchten naar Noorwegen waar de ouders van zijn vader woonden. Hij kreeg nog hetzelfde jaar het Noors staatsburgerschap. Daarna zocht hij zijn heil in Frankrijk waar hij als amateur fietste. In 1986 werd hij prof. Hij was ooit een grote belofte en een talentvol tijdrijder, maar kon de verwachtingen nooit waarmaken. Hij stopte in 1994. Kuum pleegde zelfmoord op 33-jarige leeftijd in zijn woning in Oslo nadat zijn rijwielwinkel in de Verenigde Staten failliet was gegaan.

## Palmares
1986
10e etappe Ronde van Texas
 Noors kampioen tijdrijden, elite
1988
1e etappe Ronde van de Mijnvalleien

### Resultaten in voornaamste wedstrijden
| Jaar | Ronde van Italië | Ronde van Frankrijk | Ronde van Spanje |
| ---- | ---------------- | ------------------- | ---------------- |
| 1986 |                  |                     |                  |
| 1987 | 82e              |                     |                  |
| 1988 |                  | 24e                 |                  |
| 1989 |                  | opgave              | 14e              |
| 1990 |                  |                     | opgave           |
| 1991 | opgave           |                     |                  |
| 1992 |                  |                     |                  |
| 1993 |                  |                     |                  |

| Jaar | Milaan-San Remo | Gent-Wevelgem | Amstel Gold Race | Luik-Bast.‑Luik | Ronde van Lombardije | Parijs-Brussel |  | WK op de weg |
| ---- | --------------- | ------------- | ---------------- | --------------- | -------------------- | -------------- |  | ------------ |
| 1986 |                 |               |                  |                 |                      |                |  | 26e          |
| 1987 | 133e            |               |                  | 55e             |                      |                |  | opgave       |
| 1988 | 84e             | 36e           | 47e              | 42e             |                      | 66e            |  | 9e           |
| 1989 |                 | 29e           | 24e              | 19e             |                      | 8e             |  | opgave       |
| 1990 |                 |               |                  |                 | 44e                  |                |  | opgave       |
| 1991 |                 |               |                  |                 |                      |                |  |              |
| 1992 |                 |               |                  |                 |                      |                |  | opgave       |
| 1993 |                 |               |                  |                 |                      |                |  | opgave       |

Wielerploegen van Jaanus Kuum
Andersen ·
Bauer ·
Bérard ·
Bernard ·
Chevallier ·
Dubois ·
Eriksen ·
Garnier ·
Hafliger ·
Hampsten ·
Hinault ·
Jourdan ·
Knickman ·
Kuum ·
Leleu ·
LeMond ·
Rault ·
Rogers ·
Rüttimann ·
Salomon ·
Vigneron ·
Winterberg ·
Wiss (tot 31/03)
Andersen ·
Barteau ·
Bauer ·
Bérard ·
Bernard ·
Chevallier ·
Dubois ·
Gaigne ·
D. Garde ·
J-C. Garde ·
Garnier ·
Hafliger ·
Imboden ·
Jourdan ·
Kappes ·
Knickman ·
Kuum ·
Lammerts ·
Leblanc ·
Leclercq ·
Leleu ·
LeMond ·
Richard ·
Rüttimann ·
Winterberg
Colyn · De Backer · De Wolf · Demol · Devos · Dierickx · Dorgelo · Hoste · Huyghe · Kuum · Lameire · Liboton · Martens · Museeuw · Onnockx · Planckaert · Scharmin · Szostek · Van Den Abeele · Van Keirsbulck · Van Vooren · Verschuere · Wallays · Wayenberg · Willems
Arroyo · Bailey · Carter · Clark · De Backer · De Wolf · Dorgelo · Günther · Hoste · Kools · Kuum · Lameire · Lammerts · Larsen · LeMond  · Liboton · Martens · Messelis · Museeuw · Namtvedt · Onnockx · Planckaert · Sturgess · Szostek · Van Holen · Van Vooren · Vancraeynest · Verschuere · Zanoli
Ahedo ·
Aja · 
Alonso · 
Antón ·
Barnes ·
Córdoba ·
Dietzen ·
Elliott ·
Emonds ·
González · 
Hilse · 
Kuum ·
Leanizbarrutia ·
Martínez ·
Mazon ·
Pacheco ·
Pedrero ·
Sánchez ·
Sierra
Barth ·
Capiot · 
Ducrot ·
Gutte · 
Hamburger · 
Harmeling ·  
Konysjev · 
Kuum ·
Müller ·
Meinert-Nielsen · 
Oeslamin ·
Schalkers · 
Schurer · 
J. Siemons ·
M. Siemons ·
Skibby ·
Sunderland ·
Theunisse ·
Van Den Bossche ·
van der Pas ·
van Loenhout ·
Zjdanov ·
van de Meulenhof (stagiair)
Aun · Bowen · Carpenter · Carter · Clark · Eustice · Fornes · Goral · Görgen (tot 30/04) · Günther · Holden · Imboden · Klaus (tot 15/08) · Kuum · Lehnert · Mathis · Mierzejewski · Namtvedt · Peck · Reiss · Rellensmann (tot 15/08) · Roux · Veggerby · Walker · Wiatr · Willerton · Zamana
Artunghi ·
Bertolini ·
Cembali ·
Checchin ·
Chiappucci ·
Chiesa · 
Kuum · 
Mantovan ·
Miceli ·
Pantani ·
Pooelnikov · 
Rossi ·
Schiavina ·
Sierra ·
Zanolini ·
Zberg · 
Luttenberger (stagiair) ·
Simeoni (stagiair) ·
Traversoni (stagiair) 